# هنری هالیدی
هنری هالیدی (انگلیسی: Henry Holiday; ۱۷ ژوئن ۱۸۳۹ – ۱۵ آوریل ۱۹۲۷) نقاش و تصویرگر اهل بریتانیا و از اعضای نقاشان پیشارافائلی بود. دانته و بئاتریس از آثار مشهور اوست.